# Iglesia de Santiago Apóstol (Guagua)
La Iglesia de Santiago Apóstol comúnmente conocida como la Iglesia de Betis o Parroquia de Santiago Apóstol es un edificio religioso barroco y patrimonio, ubicado en Guagua, Pampanga (Área Betis), Filipinas. Se trata de una iglesia de la época española declarada Tesoro Cultural Nacional por el Museo Nacional de Filipinas.
Es parte de las provincias eclesiásticas de la Arquidiócesis de San Fernando. En 2009, el Museo Nacional instaló un marcador de su Proclamación de 2005.
La atracción principal de la Iglesia es el mural del techo original hecho por el famoso pintor Simón Flores (1839-1904). Destacándose la pintura original de Simón Flores de la Sagrada Familia.